# Gallia (szerepjáték)
A Gallia szerepjáték először 1996-ben jelent meg limitált, sorszámozott kiadásban a Future Line Kft. gondozásában. Ezt követte 1996-ban a sorszám nélküli bolti kiadás, majd 1996-ban az Ó, Róma... Dicső Róma kiegészítő könyv. A játékot Somlói Ferenc írta (egy 486DX4-es gépen). A kiadványt Vida László és Juhász Péter illusztrálták. A munkálatokat Bolla Mariann és Hilyák Norbert segítették. A játékrendszer hagyományos hatoldalú kockára épül. A játékos a római légiók által meghódított Galliában személyesít meg kedve szerint választva a játék által felkínált szakmák közül egy Gall ellenállót. Vagy ha rendelkezik a kiegészítő könyvvel is, úgy karakteréhez választhatja akár az elnyomók oldalán fellelhető szakmákat is. A játék alapkönyvének 2021-ben született egy digitálisan felújított újrakiadása. Mely PDF-ben került az immár az új változatokért felelős Rollins Publisher webshopjának polcaira. Majd 2021-ben Gallia MMXX néven újraélesztették a játékot, és azóta folyamatosan érkeznek a rendszerhez a kiegészítő kötetek.

## Kiegészítők
| Név                               | Tartalom          | Megjelenés |
| --------------------------------- | ----------------- | ---------- |
| Ó, Róma... Dicső Róma             |                   | 1996       |
| MMXX Szabályok nyersen, szálkásan | szabálykivonat    | 2021       |
| MMXX Rőt nyakú szerencsehozó      | kalandmodul       | 2021       |
| MMXX Böszmék és Löttyök könyve    | szabálykiegészítő | 2022       |

### Hivatalos oldalak
- A Rollins Publisher weboldala Archiválva 2023. április 6-i dátummal a Wayback Machine-ben